# Kungsbacka (stacja kolejowa)
Kungsbacka (szwed: Kungsbacka station) – stacja kolejowa w Kungsbacka, w regionie Halland, w Szwecji. Stacja została otwarta w 1888 roku, kiedy otwarto linię kolejową między Göteborgiem i Halland. Obecnie jest znana jako Västkustbanan i łączy Göteborg z Lundem.
Pociągi, które zatrzymują się na stacji należą do Göteborgs pendeltåg (kolej podmiejska) (Göteborg – Kungsbacka) i Öresundståg (Göteborg–Helsingborg–Malmö–Kopenhaga–Helsingør).
Posiada 4 tory używane w ruchu pasażerskim oraz 3 perony, w tym 1 wyspowy. Tor 1 znajduje się najdalej od budynku dworca i używane jest od 2012 przez pociągi podmiejskie. Tor 4 jest również używany przez pociągi podmiejskie. Tory 2 i 3 obsługują pociągi dalekobieżne. Stacja została przebudowana w 1992 kiedy wprowadzony system kolei podmiejskiej.
Na stacji znajduje się dworzec autobusowy, a linie autobusowe obsługują ruch w samym mieście jak i gminie Kungsbacka.

## Linie kolejowe
- Västkustbanan Göteborg-Lund